# 방귀대장 뿡뿡이
《방귀대장 뿡뿡이》는 EBS에서 2000년 3월 3일부터 2022년 8월 25일까지 방영된 어린이 프로그램이었다.

## 역대 방송시간
| 방송 채널 | 방송 기간                         | 방송 시간                                         |
| --------- | --------------------------------- | ------------------------------------------------- |
| EBS 1TV   | 2000년 3월 3일 ~ 2000년 9월 30일  | 매주 금요일 ~ 토요일 오후 4:45 ~ 4:55 (10분)      |
| EBS 1TV   | 2000년 10월 4일 ~ 2001년 3월 29일 | 매주 수요일 ~ 목요일 오후 4:30 ~ 오후 4:40 (10분) |
| EBS 1TV   | 2001년 4월 2일 ~ 2002년 2월 22일  | 매주 평일 오후 4:25 ~ 오후 4:35 (10분)            |
| EBS 1TV   | 2002년 2월 25일 ~ 2003년 2월 21일 | 매주 평일 오후 4:50 ~ 오후 5:00 (10분)            |
| EBS 1TV   | 2003년 2월 26일 ~ 2004년 2월 26일 | 매주 수요일 ~ 목요일 아침 8:50 ~ 아침 9:00 (10분) |
| EBS 1TV   | 2005년 8월 29일 ~ 2006년 8월 25일 | 매주 평일 아침 8:45 ~ 아침 9:00 (15분)            |
| EBS 1TV   | 2007년 8월 27일 ~ 2010년 2월 19일 | 매주 평일 아침 9:15 ~ 아침 9:30 (15분)            |
| EBS 1TV   | 2010년 2월 22일 ~ 2010년 8월 19일 | 매주 월요일 ~ 목요일 아침 9:25 ~ 아침 9:40 (10분) |
| EBS 1TV   | 2010년 8월 23일 ~ 2011년 2월 24일 | 매주 월요일 ~ 목요일 아침 8:50 ~ 아침 9:05 (15분) |
| EBS 1TV   | 2011년 2월 28일 ~ 2011년 8월 25일 | 매주 월요일 ~ 목요일 아침 9:10 ~ 아침 9:25 (15분) |
| EBS 1TV   | 2011년 8월 29일 ~ 2013년 2월 21일 | 매주 월요일 ~ 목요일 아침 9:00 ~ 아침 9:10 (10분) |
| EBS 1TV   | 2013년 2월 25일 ~ 2015년 2월 26일 | 매주 월요일 ~ 목요일 아침 9:05 ~ 아침 9:15 (10분) |
| EBS 1TV   | 2015년 3월 4일 ~ 2015년 8월 27일  | 매주 수요일 ~ 목요일 아침 8:35 ~ 아침 8:50 (15분) |
| EBS 1TV   | 2015년 9월 2일 ~ 2016년 8월 25일  | 매주 수요일 ~ 목요일 아침 8:45 ~ 아침 9:00 (15분) |
| EBS 1TV   | 2016년 8월 29일 ~ 2017년 8월 22일 | 매주 월요일 ~ 화요일 아침 9:00 ~ 아침 9:15 (15분) |
| EBS 1TV   | 2017년 8월 28일 ~ 2019년 5월 21일 | 매주 월요일 ~ 화요일 아침 8:45 ~ 아침 9:00 (15분) |
| EBS 1TV   | 2020년 8월 24일 ~ 2022년 7월 1일  | 매주 월요일 ~ 화요일 아침 8:45 ~ 아침 9:00 (15분) |
| EBS 1TV   | 2019년 5월 30일 ~ 2020년 3월 26일 | 매주 목요일 ~ 금요일 아침 8:45 ~ 아침 9:00 (15분) |
| EBS 1TV   | 2020년 3월 30일 ~ 2020년 8월 19일 | 매주 월요일 ~ 수요일 아침 8:45 ~ 아침 9:00 (15분) |
| EBS 1TV   | 2022년 7월 4일 ~ 2022년 8월 25일  | 매주 수요일 ~ 목요일 아침 8:50 ~ 아침 9:05 (15분) |

## 등장인물
- 뿡뿡이 (2000년 3월 3일 ~ 2022년 8월 25일) 성우: 이선호, 인형탈 배우: 김영옥 (배우), 정수민, 강소연
- 짜잔형 (2000년 3월 3일 ~ 2022년 8월 25일)
- 뿡치 (2013년 12월 23일, 2014년, 2017년 9월 25일 ~ 2022년 8월 25일) 성우: 김수영, 권지애
- 뿡순이 (2000년 3월 3일 ~ 2017년 3월 21일, 2018년 2월 22일, 2018년 12월 10일) 성우: 장은숙, 정미라, 정윤정, 김보민, 권지애, 인형탈 배우: 신현영, 강소연, 반나리
- 뿡돌이 (2000년 3월 3일 ~ 2003년 2월, 2018년 2월 22일)
- 삑삑이 (2000년 3월 3일 ~ 2013년 8월 22일) 성우: 장경희
- 치치 (2002년 3월 4일 ~ 2011년 8월 24일) 성우: 최지환, 인형탈 배우: 윤태숙, 정수민
- 축하축하 빰빰빰 (2001년 4월 4일 ~ 2007년 8월 22일) 김용관(키보드),박병규(기타),정미영(보컬)
- 랄랄라 밴드 (2007년 8월 31일 ~ 2008년 2월 22일)
- 신나는 음악대 (2008년 2월 29일 ~ 2011년 2월 17일)
- 도야, 레야, 미야 (2008년 8월 29일 ~ 2011년 2월 17일)
- 카오 (2010년 2월 22일 ~ 2013년 8월 22일) 성우: 이기호, 인형탈 배우:정수민, 신현영,정윤슬
- 먹구 (2013년 8월 26일 ~ 2015년 8월 26일) 성우: 최향윤
- 에구 (2013년 8월 26일 ~ 2015년 8월 26일) 성우: 이영아
- 엉뚱샘 (2013년 8월 26일 ~ 2015년 8월 26일) 성우: 이영아
- 빵구, 뽕구 (2013년 8월 26일 ~ 2017년 2월 21일) 성우: 김수영, 천지선
- 뿡카 (2013년 8월 27일 ~ 2015년 3월 18일)
- 도니도니 (2016년 3월 3일 ~ 2017년 3월 21일) 성우: 김수영, 정윤슬
- 이파리 (2017년 3월 27일 ~ 2017년 9월 19일) 성우: 변영희
- 탐탐이 (2017년 3월 27일 ~ 2017년 9월 19일) 누엔티김하오
- 호시 (2017년 3월 27일 ~ 2017년 9월 19일)

## 역대 짜잔형
| 역대 | 이름   | 진행 시작       | 진행 종료       | 활동당시 연령 | 생년월일         | 기타/특이사항 |
| ---- | ------ | --------------- | --------------- | ------------- | ---------------- | ------------- |
| 1대  | 권재환 | 2000년 3월 3일  | 2005년 8월 26일 | 29세~34세     | 1970년 12월 10일 |               |
| 2대  | 최동균 | 2005년 8월 29일 | 2011년 8월 26일 | 25세~31세     | 1980년 6월 11일  |               |
| 3대  | 배승길 | 2011년 9월 5일  | 2013년 8월 22일 | 26세~28세     | 1985년 1월 11일  |               |
| 4대  | 안재민 | 2013년 8월 26일 | 2015년 2월 26일 | 27세~28세     | 1986년 5월 4일   |               |
| 5대  | 정휘   | 2015년 3월 4일  | 2017년 3월 21일 | 23세~25세     | 1991년 5월 27일  |               |
| 임시 | 최초룡 | 2017년 3월 27일 | 2017년 9월 19일 | 22세          | 1994년 11월 15일 |               |
| 6대  | 김대현 | 2017년 9월 25일 | 2022년 8월 25일 | 26세~31세     | 1991년 4월 17일  |               |

## 수상 경력
- 제28회(2001년) 한국방송대상 어린이청소년부문 작품상

## 주제 희조엉덩이
2000년 3월~ 2006년 3월 - 방귀대장 뿡뿡이 버전1
2006년 3월~ 2013년 8월 - 방귀대장 뿡뿡이 버전2
2013년 8월~ 2015년 8월 - 방귀대장 뿡뿡이 2013
2015년 9월~ 2016년 2월,2017년 3월~2017년 9월 - 방귀대장 뿡뿡이 2015
2016년 3월~ 2016년 8월 - 방귀대장 뿡뿡이 버전3
2017년 9월~ 2022년 7월 - 방귀대장 뿡뿡이 버전4
로블록스

## 희조특공대 오프닝
시즌1~시즌2 초반부 - 수요일에 노래엉덩아래해요
시즌5 - 밴드송
시즌6 - 신나게 노래해요
시즌8~시즌11 - 우리는 뿡뿡밴드
시즌12 , 시즌14 - 신나는 뿡뿡 노래방
시즌16 - 뿡뿡이랑 노래해요

## 이제현과함께 뿡뿡체조
시즌4 , 시즌6 - 안녕송(프로토타입 버전1)
시즌5 - 안녕송(프로토타입 버전2)
시즌7 - 안녕송(프로토타입 버전3)
시즌8 - 뿡뿡밴드 엔딩송
시즌9 - 각종 동요
시즌10~시즌11 - 안전 송
시즌12, 시즌14 - 꼭꼭 약속
시즌1
3 - 친구야 안녕
시즌16 - 안녕송 뉴 버전

## 뿡뿡 체조 이제똥버전
2000년 3월 ~ 2001년 4월- 뿡뿡 체조 2000년
2003년 2월 28일 ~ 2005년 8월 26일, 2005년 8월 29일 ~ 2006년 8월 25일, 2007년 5월 3일 어린이날 특집, 2008년 5월 9일 운동회 특집 - 뿡뿡 체조 2003년
2010년 8월 23일 ~ 2011년 8월 25일, 2011년 11월 17일 - 뿡뿡 체조 201ㅗ냐롤냐ㅗㄴ아론
2001년 8월 - 시즌3(율동동요 1탄)
2002년 4월 - 시즌4(생활습관놀이,율동동요)
2003년 4월 - 시즌5(율동동요 2탄)
2003년 9월 - 시즌6(신체놀이,역할놀이)
2004년 4월 - 시즌7(율동과 놀이로 배우는 생활습관)
2004년 9월 - 페인트체조
2006년 9월 - 시즌9(신나는 노래방 엄마랑희조의
2003년뿅망치체조
2004년땜빵체조
2005년

## 희조의큰엉덩이
2006년
2007년